# Luísa de Bragança
Luísa de Bragança (Lisboa, 9 de janeiro de 1679 — Évora, 23 de dezembro de 1732) foi filha bastarda do rei Pedro II de Portugal com Maria da Cruz Mascarenhas ou Maria de Carvalho, moça de varrer e criada de uma dama da Câmara no Paço, mulher limpa de sangue, depois freira em Santa Mónica, filha de António Gonçalves Mascarenhas e de sua mulher Maria de Carvalho.
Está sepultada no Convento de S. João Evangelista, em Évora. Viveu entrevada os últimos dias.
Foi entregue ao Secretário de Estado Francisco Correia de Lacerda, onde foi educada até aos 8 anos. Nessa altura, estando já Pedro II casado com Sofia Isabel de Neuburgo, o rei deu instruções para que a jovem infanta recolhesse ao Mosteiro de Carnide e fosse entregue aos cuidados de sua irmã, a infanta Maria, filha legitimada de João IV.
Luísa foi legitimada por carta de 25 de Maio de 1691.
O seu casamento foi acordado com Luís Ambrósio Álvares Pereira de Melo, que viria a ser 2º Duque de Cadaval, com quem casou em Lisboa em 1695. Morto o duque em 1700 sem geração, Luísa voltou a contrair matrimónio, em Lisboa, em 16 de Setembro de 1702 com seu cunhado Jaime Álvares Pereira de Melo (morto em 1749) 3º Duque de Cadaval, estribeiro-mor de João V de Portugal e Mordomo-Mor da Rainha Maria Ana de Áustria. Deste segundo casamento também não houve descendência.